# Amelie Schoenenwald
Amelie Karin Josephine Schoenenwald, née le 5 octobre 1989 à Landau an der Isar, est une biologiste allemande et astronaute de réserve de l'Agence spatiale européenne (ESA). Spécialisée en biotechnologie et immunologie, elle combine une carrière scientifique de haut niveau avec une préparation à des missions spatiales.

## Biographie

### Formation
Amelie Schoenenwald a effectué ses études supérieures à la Technische Universität München (TUM), où elle a obtenu un bachelor en biotechnologie moléculaire (2009-2012) suivi de deux masters, l’un en biotechnologie industrielle et l’autre en biochimie (2012-2015). En 2014, elle bénéficie du TUM Deutschlandstipendium, une bourse récompensant l’excellence académique.Elle poursuit avec un doctorat en biologie structurale intégrative à la Medizinische Universität Wien (2016-2020), sous la direction de Timothy Skern. Sa thèse, intitulée « Engineering specific antibodies for Usutu virus », porte sur le développement d’anticorps spécifiques contre le virus Usutu. En 2021, elle complète sa formation par un MBA en management, leadership et entrepreneuriat au Collège des Ingénieurs à Munich, Paris et Turin.Polyglotte, Amelie Schoenenwald parle couramment l’allemand, l’anglais, le français et l’espagnol, et possède des notions en norvégien, hébreu et portugais.

### Carrière scientifique
Durant son doctorat, Amelie Schoenenwald a occupé le poste de cheffe de projet scientifique aux Max Perutz Labs Vienna, ainsi qu’à Singapour et en Israël. Ses recherches en biologie structurale, virologie et immunologie l’ont menée aux États-Unis, au Mozambique et dans plusieurs pays européens. En 2020, elle rejoint un biotech startup en tant que spécialiste des protéines et exerce comme consultante externe pour une université privée austro-allemande. Depuis, elle travaille comme cheffe de projet scientifique chez GlaxoSmithKline (GSK), où elle se consacre aux maladies immunologiques rares.En parallèle, son statut d’astronaute de réserve lui permet de participer à des événements scientifiques et publics, comme une conférence remarquée lors de l’InnoNation Festival 2024.

### Carrière d’astronaute
En 2016, Amelie Schoenenwald est sélectionnée parmi 120 candidates pour le programme privé Die Astronautin, visant à envoyer la première femme allemande sur la Station spatiale internationale (ISS). Le 23 novembre 2022, elle est choisie parmi 22 500 candidats pour intégrer le corps des astronautes de réserve de l’Agence spatiale européenne,,.En octobre 2024, elle débute une formation intensive de deux mois au Centre européen des astronautes (EAC) à Cologne, première étape d’un programme de trois sessions visant à la préparer à réaliser des expériences scientifiques en apesanteur.